# Patrída
Patrída är en ort i Grekland.   Den ligger i prefekturen Nomós Imathías och regionen Mellersta Makedonien, i den norra delen av landet, 300 km norr om huvudstaden Aten. Patrída ligger 109 meter över havet och antalet invånare är 1 330.
Terrängen runt Patrída är kuperad åt sydväst, men åt nordost är den platt. Runt Patrída är det ganska tätbefolkat, med 129 invånare per kvadratkilometer. Närmaste större samhälle är Véroia, 4,3 km söder om Patrída. Trakten runt Patrída består till största delen av jordbruksmark.